# سارة كوفمان (مقاتلة)
سارة كوفمان هي فنانة الدفاع عن النفس كندية، ولدت في 20 سبتمبر 1985 في فيكتوريا في كندا.

## وصلات خارجية
- سارة كوفمان على موقع يو إف سي (الإنجليزية)
- سارة كوفمان على موقع شيردوغ (الإنجليزية)
- سارة كوفمان على موقع Tapology.com (الإنجليزية)
- سارة كوفمان على موقع إي إس بي إن (الإنجليزية)
- سارة كوفمان على موقع IMDb (الإنجليزية)
- سارة كوفمان على موقع قاعدة بيانات الفيلم (الإنجليزية)